# モーリッツ・ワグナー

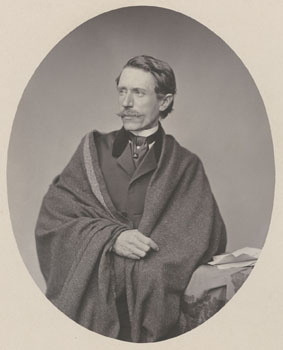
Moritz Wagner

モーリッツ・フリードリヒ・ワグナーまたはモーリッツ・フリードリヒ・ヴァーグナー（Moritz (Moriz) Friedrich Wagner, 1813年10月3日 - 1887年5月30日）はドイツの探検家、地理学者、博物学者である。多くの魚類を収集、研究した。地理的隔離が生物の種分化に重要な役割を果たすとする隔離説（Separationstheorie）を主張した。

## 略歴
バイエルン州のバイロイトで生まれた。兄に生理学者のルドルフ・ワーグナーがいる。エアランゲン大学、ミュンヘン大学で学んだ。1836年から1838年の間、アルジェリアを調査したのに始まり、1842年から1845年の間は、黒海沿岸諸国、コーカサス、アルメニア、クルディスタン、ペルシャを旅し、1852年から1855年の間はオーストリアの探検家のカール・シェルツァーと中央アメリカ、北アメリカ、カリブ海地域を旅し、1857年から1860年の間はパナマからエクアドル、アンデス山地を探検した。
各地で動植物を収集し大規模なコレクションを作った。特に魚類に関心を持ち多くの収集した。輸送中に保存方法が不適であったり、1854年のサンサルバドルの地震による被害で、大部分の標本を失うが1858年からの探検ではその捕獲地の詳細な情報を著作で発表し、オーストリアの学者、ルドルフ・クネル（Rudolf Kner）によっていくつかの新種の魚類として記載された。
ミュンヘン大学の地理学と民俗学の名誉教授に任じられ、1860年にドイツ科学アカデミーレオポルディーナの会員、1862年にバイエルン科学アカデミーの会員に選ばれた。
進化に関する多くの著作があり、種の進化のためには、地理的な隔離が生じ、交雑の可能性が排除されることが必要であると主張した。

## 著作
- Reisen in der Regentschaft Algier in den Jahren 1836, 1837 und 1838. 3 Bde. Leipzig 1841.
- Der Kaukasus und das Land der Kosaken. 2 Bde. Leipzig 1847.
- Reise nach dem Ararat und dem Hochlande Armeniens. Stuttgart 1848.
- Reise nach Kolchis und nach den deutschen Colonien jenseits des Kaukasus. Arnoldische Buchhandlung, Leipzig 1850
- Reise nach Persien und dem Lande der Kurden. 2 Bde. Leipzig 1851.
- Carl Scherzer と共著: Reisen in Nordamerika in den Jahren 1852 und 1853. Arnoldische Buchhandlung, Leipzig 1854
- Die Republik Costa-Rica. Leipzig 1856.
- Über die hydrographischen Verhältnisse und das Vorkommen der Süßwasserfische in den Staaten Panama und Ecuador (= Abhandlungen der königlich bayerischen Akademie der Wissenschaften, II Classe 10, I Abt.). München 1864
- Moriz Wagner: Die Darwinsche Theorie und das Migrationsgesetz der Organismen, Leipzig 1868
- Moriz Wagner: Naturwissenschaftliche Reisen im tropischen Amerika, Stuttgart 1870
- Über den Einfluß der geographischen Isolierung und Kolonienbildung auf die morphologischen Veränderungen der Organismen. München 1871.
- Moriz Wagner: Die Entstehung der Arten durch räumliche Sonderung. Gesammelte Aufsätze von Moriz Wagner, gest. den 30. Mai 1887. Basel 1889 (hrsg. von seinem Neffen Moriz Wagner)